# José de la Puente
José de la Puente y Peña Castejón y Salcines (Muriedas, Real Valle de Camargo, Cantabria, 1663 - Madrid, 1739), marqués de Villapuente de la Peña (R. D. 24 de febrero de 1703), fue un noble y militar español, caballero de la Orden de Santiago (1696), gentilhombre de Cámara de S. M. (caballero de la llave dorada), maestre de Campo de los Reales Ejércitos, gran benefactor de la Compañía de Jesús.

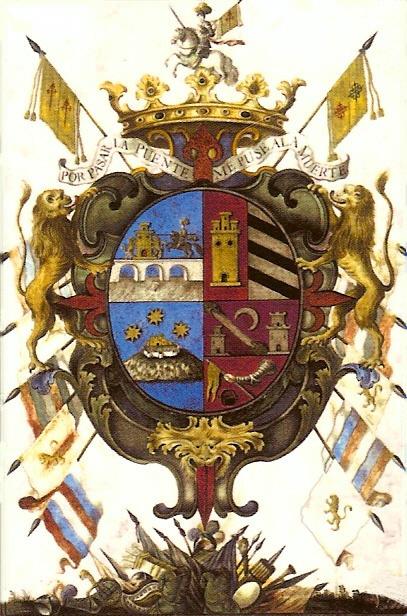
Armas que utilizó el primer marqués de Villapuente de la Peña, certificadas por el "rey de armas" don Antonio Gómez de Arévalo en la ejecutoria dada por S. M. el rey Felipe V

## Biografía
Fue el tercero de los hijos de Juan de la Puente y Castejón (Castexón), alcalde de la Santa Hermandad de los hijosdalgo y regidor perpetuo de Muriedas, y de María de la Peña y Salcines (Salzines), naturales ambos de Muriedas, en el Valle de Camargo. Los de la Puente asentados inmemorialmente en Camargo, tendrían su origen en las Encartaciones, Vizcaya y más concretamente en Valmaseda, donde existe un famoso puente del siglo XIII. Otros autores remiten su origen mitológico, al caballero de la puente antigua de la Ría de Solía, defensor en solitario de la misma, frente al enemigo musulmán.

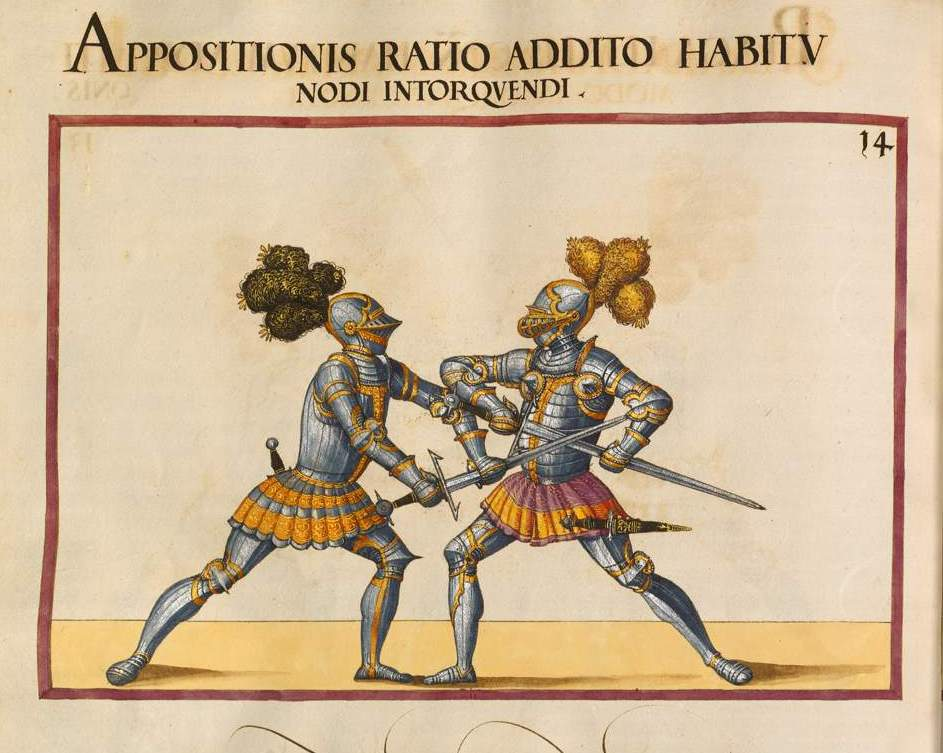
Cruce de espadas entre caballeros.

Con apenas 15 años de edad, José de la Puente pasó a Nueva España (México) reclamado por su tío materno el caballero de la Orden de Calatrava, Francisco de la Peña y Salcines, capitán de las Reales Guardias de la Ciudad de México y alcalde ordinario de la misma, en el Virreinato de Nueva España.

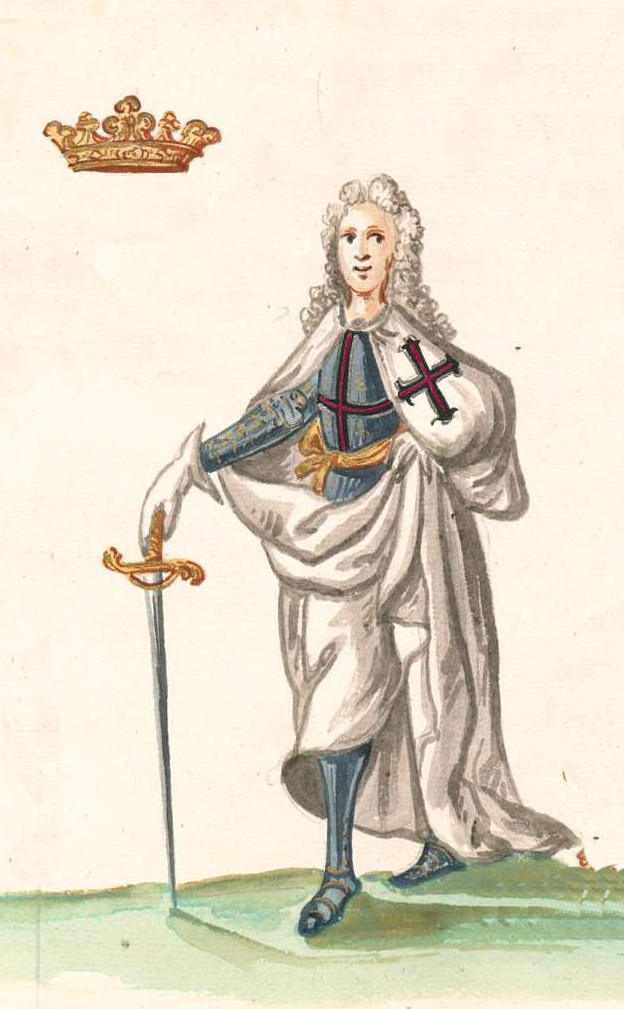
Caballero de Orden Militar nobiliaria.

Aprendió el arte de la guerra y uso de las armas de su primo político Francisco Lorenz de Rada Arenaza y Osma, natural de Laredo (Cantabria) 1660,† México 1713 , Marqués de las Torres de Rada, Caballero de Santiago, Maestre de Campo, gobernador de lo político y militar de la Plaza de la Veracruz, y tratadista del arte de la espada ("Repuesta philosophica y mathematica en la qual se satisface a los argumentos y proporciones que a los profesores de la Verdadera Destreza y Philosophia de las armas se han propuesto"). Bien parecido, magnífico jinete, y muy diestro en jugar una lanza,. era de carácter fogoso y algo pendenciero (ver crónica del Padre Juan de Villafañe), y mantuvo algún lance de espada por "asuntos de faldas", y alguno que otro muy sonado, como lo fue el duelo con Antonio Fernández de Juvera, Caballero de Santiago, con el que tuvo un desafío el 30 de diciembre de 1699 y al que dejó herido del mismo, lo que le costó a José de la Puente ser suspendido temporalmente por el virrey, de su cargo de alcalde ordinario de la Ciudad de México (1700).
José de la Puente había sentado plaza de soldado en la Armada de Barlovento (1684) en la que sirvió por espacio de más de ocho años, participando en numerosas acciones de guerra contra piratas y corsarios. En 1692, acudió con sus armas, caballo, con otras personas y criados suyos, a la defensa de la Ciudad de México, más en concreto del Palacio Virreinal, Casas del Cabildo y Plaza Mayor, atacada por el motín de los indios de 8 de junio, debiéndose, a decir de las crónicas, buena parte en su pacificación y "menos incendio" a la acción de José, que resultó herido en el combate.
El Virrey, Gaspar de la Cerda y Mendoza (Silva y Sandoval),  VIII conde de Galve, nombró a José de la Puente, capitán de Infantería Miliciana (1695) de una de las compañías del tercio miliciano, compuesta por ochenta infantes. Al año siguiente (1696) el Rey Carlos II, le concedió el hábito de caballero de la Orden de Santiago, sin él solicitarlo. El 5 de agosto de 1698, fue nombrado por el virrey, José Sarmiento Valladares, conde de Moctezuma y I duque de Atrisco, gobernador de Florida y Capitán de una de las Compañías de Infantería española de las dos que se levantaron en la Ciudad de México para la guarda y guarnición del presidio que se formó en la provincia de la Florida, en el Puerto y Bahía de Santa María de Gálvez, enfrentándose a la Armada francesa al mando del General Conde de Châteaurenault, a la sazón, en guerra con España en la llamada guerra de los nueve años (1688-1697) que terminó con el Tratado de Rijswijk, general francés, que luego sería aliado de Felipe V en la guerra de Sucesión española. Fue miembro del Cabildo colonial, Regidor, Alcalde Ordinario de México (1700) donde lo primero que hizo, fue financiar de su bolsillo con 2.000 pesos fuertes, la construcción de un depósito de agua para el abastecimiento de la ciudad, fue también Alcalde de Mesta (1701). Llegando noticias a Nueva España del aviso del Rey (1701), del gran armamento que holandeses e ingleses hacían para invadir y conquistar los reinos de Indias (aprovechando la guerra de Sucesión española), José se presentó al servicio del virrey, ofreciendo acudir a la defensa del puerto de Veracruz, cosa que hizo, con una Compañía de 50 hombres (montados, vestidos, armados y mantenidos a su costa), esta acción le valió ser nombrado capitán de Caballos y Corazas españolas.
En 1703, viajó de vuelta a la península, en cuya corte fue nombrado Gentilhombre de Cámara de S.M. (Caballero de llave entera dorada) y Maestre de Campo de los Reales Ejércitos (4 de noviembre de 1703). Acudió a su pueblo natal (Muriedas) para ser padrino de su sobrina Rosa María de la Puente y Velarde, que sería antepasada directa del héroe del dos de mayo Pedro Velarde Santillán (Santiyán), sobrino tataranieto del marqués de Villapuente. Por Real Decreto de 24 de febrero de 1703, recibió merced de título de Castilla con la denominación de marqués de Villapuente de la Peña, con el vizcondado previo de Miralmar y Sebrón (Real despacho de 22 de abril de 1704).
En ese mismo año de 1703, el ya maestre de campo, José de la Puente y Peña, al servicio del gobernador y capitán General, marqués de San Vicente, levantó un tercio de 560 hombres, montados, armados, vestidos, mantenidos y pagados a su costa, durante más de año y medio (24 de febrero de 1703 a julio de 1704) que duró la amenaza de las armadas inglesa y holandesa en las costas de Galicia. Le fue ofrecido por el rey Felipe V de España, el nombramiento como virrey de Nueva España, cargo que insólitamente rechazó. José de la Puente, estaba en un momento de su vida en el que no tenía necesidad de nuevas mercedes, ya era inmensamente rico, poseía minas de oro y de plata, numerosas estancias y haciendas (algunas de las cuales destinaría como sustento del Fondo Piadoso de las Californias) y como buen montañés, una ingente cantidad de cabezas de ganado, llegando el número de estas a más de 230.000. No obstante el rey le hizo otras mercedes expresivas de su Real gratitud "en que entró a dexar a la elección de V.S. (Villapuente) el honor de escoger 200 vezinos por Vassallos en qualquier País de sus extendidos Dominios, con lo que llaman mero mixto imperio". Y diole S.M. Real Cédula para que ningún Virrey pueda obligar a V.S. a gobierno alguno de la república de essa Imperial Ciudad, y que, essento de los ordinarios cortejos, pueda V.S. libremente salir de la Ciudad a ver sus haziendas de campo por más distantes que estén de essa Capital". También le concedió el Rey, cuatro mercedes de hábitos de la órdenes militares, incluida la de Santiago. Entre los años 1702 a 1714, siendo Virreyes los Duques de Alburquerque (ver Ducado de Alburquerque) y de Linares (ver Ducado de Linares), remitió cuantiosas sumas a Felipe V, para los gastos de la guerra que el primer Borbón sostuvo con la Casa de Austria.

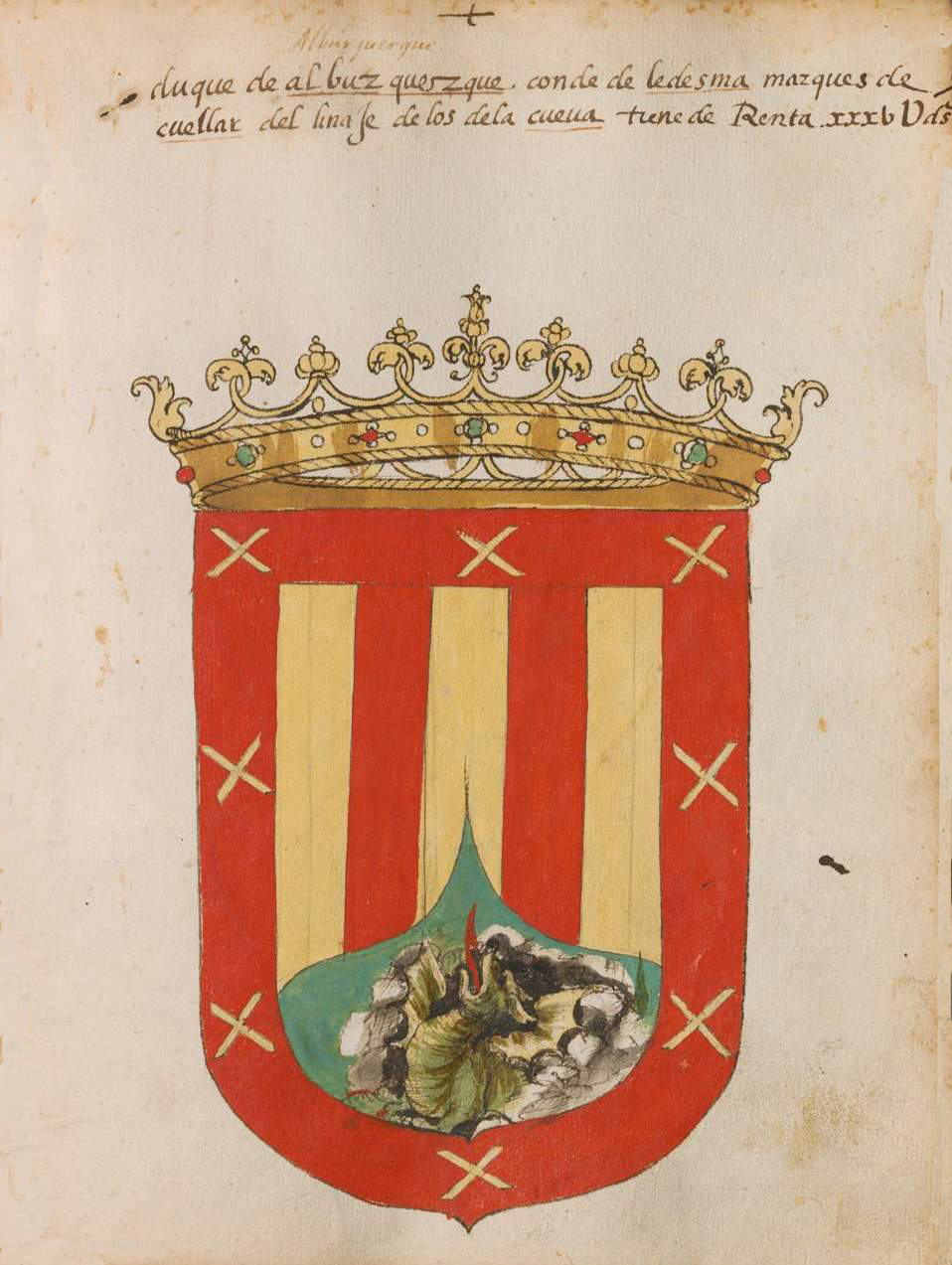
Armas del Duque de Alburquerque, Virrey de Nueva España 1702-1710.

Tuvo el marqués de Villapuente carácter emprendedor y aventurero, recorriendo en numerosos viajes, gran parte de las posesiones del todavía Imperio español de su tiempo. Mitad fraile mitad soldado, hizo suya la labor y el espíritu de la Compañía de Jesús, de la que, junto a su mujer, Gertrudis de la Peña Rueda Salcines y Esquivel, marquesa de las Torres de Rada, fue sin duda el principal benefactor del primer tercio del siglo XVIII.
Apoyó a los franciscanos y sobre todo a la Compañía de Jesús, en su labor colonizadora y evangelizadora de las Californias, aportando el dinero necesario para la fundación de Misiones. Con sus aportaciones, de un mínimo de 10 000 pesos fuertes cada una, se dotaron más de diez misiones en California, que serían: Misión de Nuestra Señora del Pilar de la Paz de Airapí (Airapi) 1702, Misión de Santa Rosalía de Mulegé 1705, Misión de San José de Comondú 1708, Misión de La Purísima de Cadegomó 1720, Misión de Nuestra Señora de Guadalupe Huasinapí 1720, Misión de Santiago de los Coras Aiñiní 1721, Misión de Nuestra Señora de los Dolores de Chillá 1725, con medios del Fondo Piadoso de las Californias, Misión de San José del Cabo Añuití 1730, Misión de Todos Santos 1733, también conocida como Santa Rosa de las Palmas o de Todos los Santos, Todos Santos (Baja California Sur), Misión de Santa Gertrudis la Magna de Kadakaamán 1752, post mortem con dotación dispuesta en su testamento, Misión de Santa María de los Ángeles 1762, post mortem, con dotación del Fondo Piadoso de las Californias.
El Fondo Piadoso de las Californias, fue creado sobre una idea del jesuita padre Juan María Salvatierra y Vizconti, para la colonización y evangelización de California por la Compañía de Jesús. Los principales benefactores del Fondo Piadoso fueron El marqués de Villapuente, su prima y esposa Gertrudis de la Peña y Rueda, marquesa de las Torres de Rada, y la duquesa de Béjar y Gandía.
El marqués de Villapuente dotó al Fondo jesuítico para su desarrollo y financiación en 1717, con las siguientes Haciendas y Estancias: Hacienda de Nuestra Señora de los Dolores de Buzio, Hacienda de San José de Petigán, Estancia del Arbolillo o el Pino, Estancia de Luis Martín, Estancia de Teupa, Estancia de Buxa, Estancia de Coapa, Estancia de Huapango, Hacienda de Arroyozarco, San Agustín de Amoles, Estancia de Las Palmillas, Estancia de Otodejee, todas ellas en las inmediaciones de la Ciudad de México y en las jurisdicciones de Jilotepec y San Juan del Río.
Más adelante (1735) y junto con la marquesa de las Torres de Rada, donó al Fondo Piadoso de forma irrevocable y para que fueran "permanentemente inalienables" las Haciendas de San Pedro de Ibarra, Hacienda del Torreón, Hacienda de las Golondrinas y tres "agostaderos" en el Nuevo Reino de León, que eran San Antonio de los Llanos, El Álamo (o los Álamos) y San Pedro Guadalcázar. Además aportó el Rancho de la Cañada de Santiago de Huautla, el Rancho de Santa María Magdalena, el Rancho de Santiago y el Rancho de San Luis de las Peras (datos de Ignacio del Río), así como fondos y depósitos en efectivo.
Las propiedades y recursos económicos del Fondo Piadoso de las Californias, tras la expulsión de la Compañía de Jesús de México (1767) y la anexión de la Alta California por los EE. UU., arrebatándosela a México (Tratado de Guadalupe Hidalgo), serían objeto de disputa entre estos dos Estados, disputa que duró hasta la última sentencia que se falló a principios del siglo XX (14 de octubre de 1902), por la Corte Permanente de Arbitraje de La Haya.

## En África

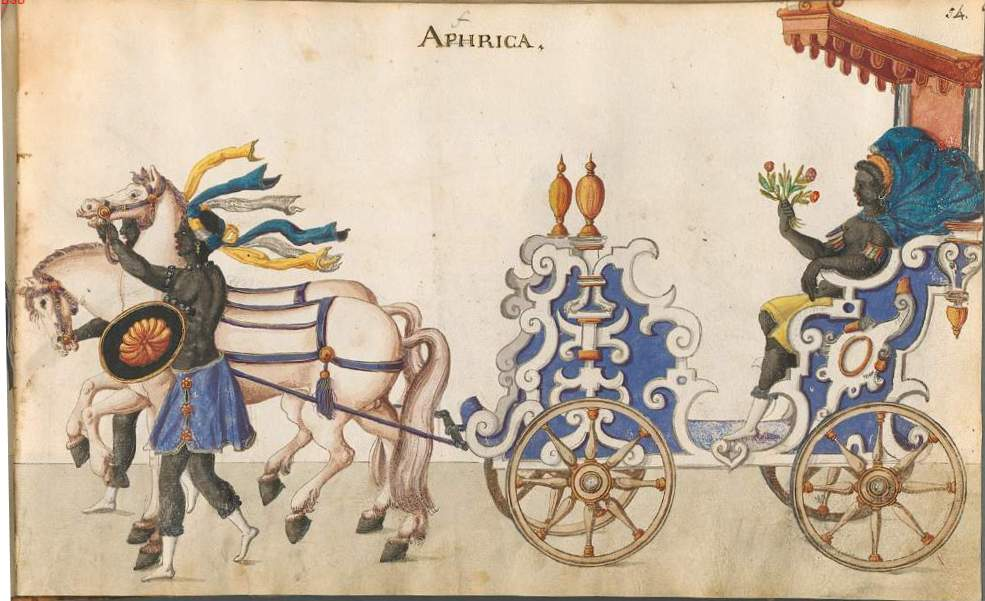
África.

Pero el marqués de Villapuente de la Peña, empleó su fortuna además en otras acciones, según nos relata el padre jesuita Francisco Javier Alegre: "En el África, fuera de grandes sumas remitidas en diversos tiempos para redención de cautivos, fundó en Argel un hospicio de padres franciscanos observantes para el amparo y pasto espiritual de los cautivos cristianos.

## En Asia

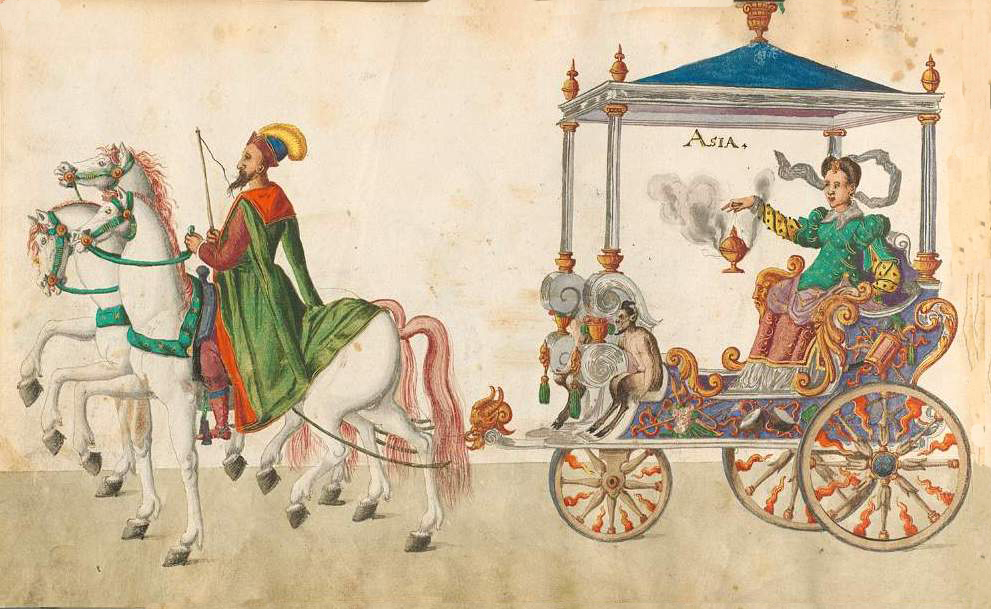
Asia.

En el Asia, a costa de muchos males, remedió a innumerables cristianos de las vejaciones que por la fe de Jesucristo padecían en algunos reinos de la India, en el Japón, en Filipinas y en la China donde envió más de 100.000 pesos fuertes para el establecimiento de misiones.

## En México
En México, para el sustento de misioneros catequistas y fábrica de iglesias, envió en diferentes ocasiones más de cien mil pesos. Junto con la marquesa de las Torres de Rada, su esposa, aportó lo necesario para la construcción de la Iglesia de San Felipe Neri, La Profesa, en cuyas columnas de la fachada principal, están esculpidas las armas del marqués de Villapuente con la leyenda "por pasar la puente me puse a la muerte". También aportó cantidades importantes para la construcción del Colegio de los Jesuitas de México, más tarde, Hospital de San Andrés.

## En Macao
En Macao fundó una casa o cuna de misericordia para recoger los niños que cada día amanecían expuestos en las calles según el uso bárbaro de la gente pobre de aquel país.

## En la India
En la India y para el mismo fin de sustentar ministros y catequistas envió cantidades muy gruesas a los reinos de Travancor, Ternate, Maduré, Coromandel, (al sudeste de la India) sosteniendo aquellas florecientes iglesias que entre las continuas hostilidades de los paganos hubieran perecido muchas veces sin este socorro.

## En Filipinas
En Filipinas fundó un presidio de indios boholanos contra las invasiones de los moros que cerraban el paso a la propagación del Evangelio.
Fabricó en la India Oriental la iglesia de Puducherry, y remitió a Jerusalén mucha porción de pesos para adorno de los santos lugares, y seguridad de los piadosos peregrinos.

## En América

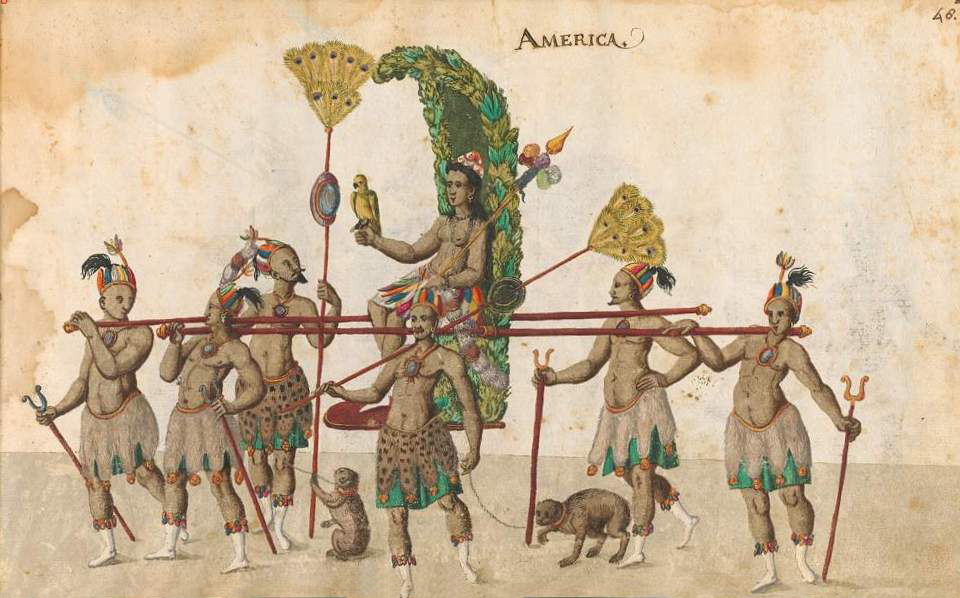
América.

En la América, prescindiendo de continuas diarias limosnas a mendigos y vergonzantes, de muchas dotes de virtuosas doncellas, de capellanías y obras de la misma naturaleza de menos considerable costo empleó más de ochenta mil pesos en la fábrica del convento de San José Tacubaya de religiosos descalzos de San Francisco; más de doscientos mil en misiones, barcos, y otras necesidades de California.
Fundó en la Pimería Alta (Sur de Arizona y Norte de Sonora, EE. UU.) las dos misiones de San Ambrosio de Busanic y San Marcelo de Sonoydad, mudándose por su devoción en el de San Miguel el nombre que antes tenía de San Marcelo.
Ayudó con diez mil pesos fuertes a la fundación del colegio (de los Jesuitas) de Caracas, con diez mil y cincuenta al de La Habana; dejó otros diez mil pesos para la fundación de una casa de ejercicios en México.
Debiéronse no poco fomento las misiones del Nayarit, y las del Moqui y Nuevo México.

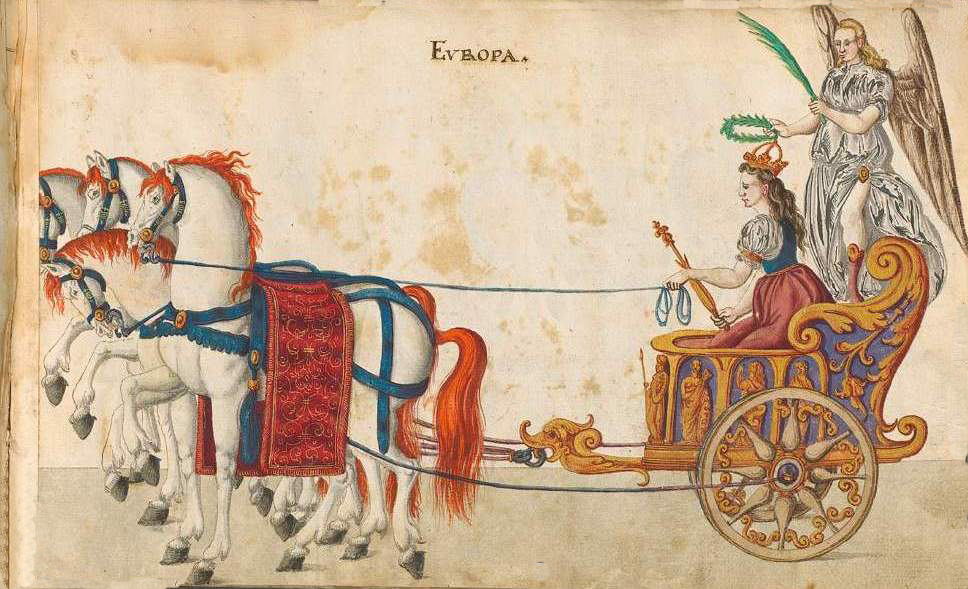
Europa.

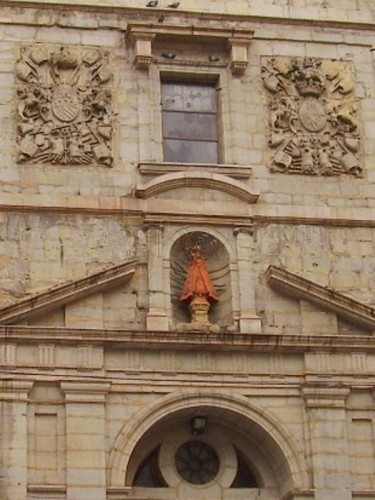
Detalle de la Iglesia de la Anunciación en Santander.

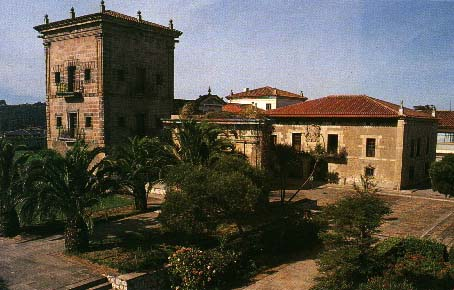
Casa Palacio del Marqués de Villapuente, Muriedas (Cantabria).

## En Europa
En la Europa costeó las informaciones para la beatificación del venerable padre Luis de la Puente; reedificó y dotó de nuevo con 42.000 pesos, el Colegio de la Compañía de Jesús en Santander; fabricó y adornó el colegio e iglesia de la cueva de Manresa, teatro de la penitencia del padre San Ignacio de Loyola, y cuna de la Compañía. Comenzó a fundar un colegio de misioneros en la casa y castillo de Javier del reino de Navarra". Junto con su esposa y prima, Marquesa de las Torres de Rada, aporto los fondos suficientes para terminar la Iglesia de la Anunciación (Santander), en cuya fachada principal pueden verse sus escudos de armas.
Construyó su Casa Palacio en Muriedas, siendo actualmente sede del Ayuntamiento del Real Valle de Camargo.
En su última ancianidad y una vez viudo (1738), peregrinó desde México hasta la casa de Nazaret y ciudad de Loreto, vestido de un paño grosero y con voto de no quitarse la barba hasta haber adorado aquel santo lugar. Ofreció a la Santísima Virgen en su santa casa dones opulentísimos; hizo por todo el camino innumerables limosnas; partió a Roma, y en el Jesús (Iglesia del Gesú) tuvo los ejercicios del padre San Ignacio; volvió a España, ofreció en Zaragoza preseas riquísimas al templo e imagen del Pilar. Hospedose en Madrid en el Colegio Imperial de la Compañía de Jesús (Reales Estudios de San Isidro), donde habiendo dado tres días antes hasta su capa de limosna, se dio asimismo al Señor pidiendo ser admitido en la Compañía. Hechos con ternura y edificación de toda la corte los votos religiosos, falleció el 13 de febrero de 1739.

## Pie de página
1. ↑  Juego galante que a la manera de torneo, servía de entrenamiento a los caballeros.